# Cliffside Park
Cliffside Park es un borough ubicado en el condado de Bergen en el estado estadounidense de Nueva Jersey. En el año 2000 tenía una población de 23.007 habitantes y una densidad poblacional de 9,253.2 personas por km².

## Geografía
Cliffside Park se encuentra ubicado en las coordenadas 40°49′18″N 73°59′16″O / 40.82167, -73.98778.

## Demografía
Según la Oficina del Censo en 2000 los ingresos medios por hogar en la localidad eran de $46,288 y los ingresos medios por familia eran $54,915. Los hombres tenían unos ingresos medios de $40,114 frente a los $36,100 para las mujeres. La renta per cápita para la localidad era de $28,516. Alrededor del 10.7% de la población estaba por debajo del umbral de pobreza.